# شبیه‌ساز پیاده‌روی جاذبه کاهش‌یافته

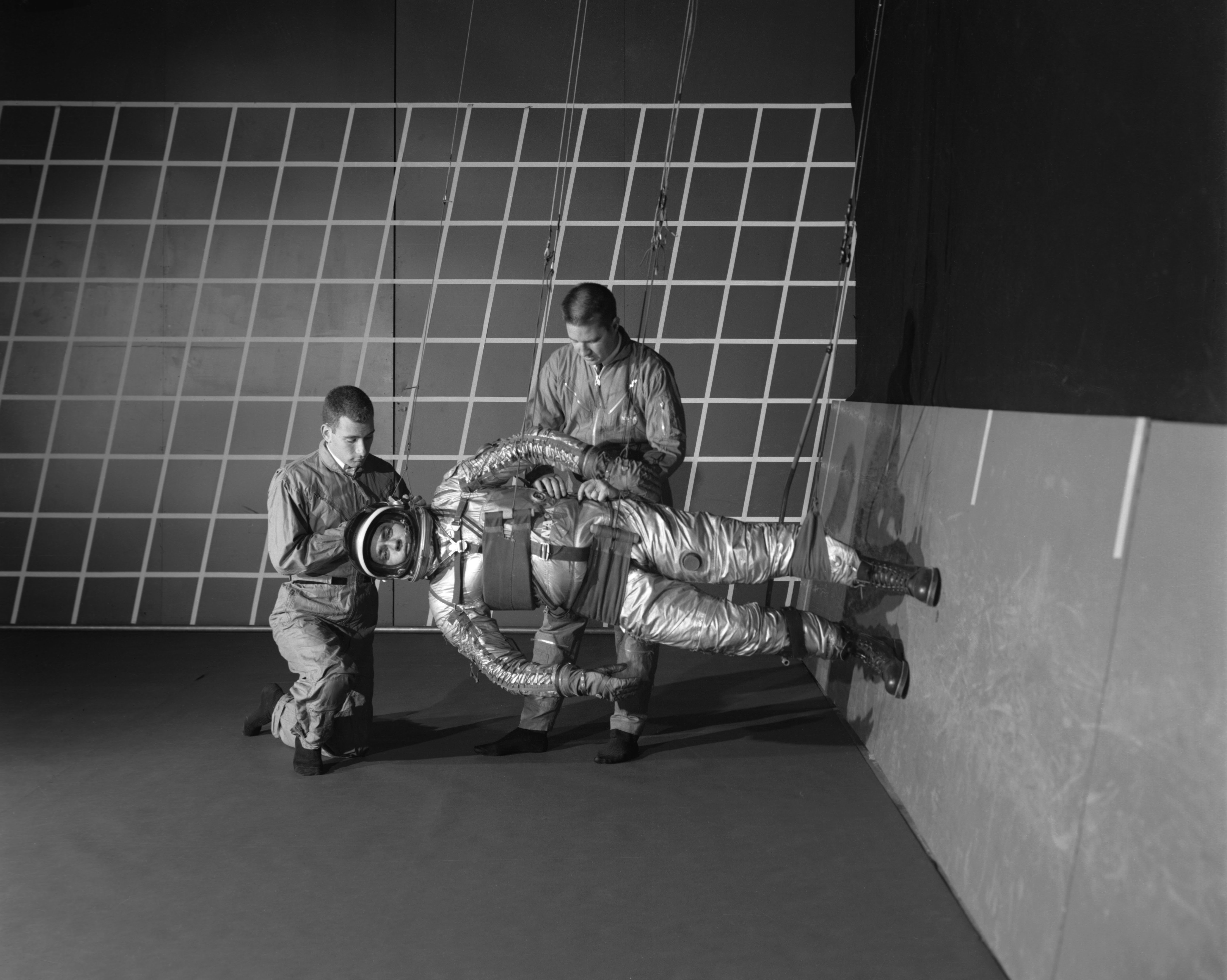
آموزش فضانوردان در شبیه‌ساز پیاده‌روی با جاذبه کاهش‌یافته واقع در مرکز تحقیقات لنگلی. این وضعیت به این معنی بود که پاهای یک شخص تنها یک ششم وزن خود را تجربه می‌کردند که معادل قرار گرفتن در سطح ماه بود.

ناسا در اوایل دهه ۱۹۶۰ یک مرکز ویژه برای مطالعه نحوه راه رفتن افراد در یک محیط کم جاذبه، مانند روی ماه، ساخت. این مرکز شبیه ساز پیاده روی با جاذبه کاهش یافته نام داشت. این مرکز تحقیقات ناسا در ویرجینیا قرار داشت. هدف کمک به فضانوردان برای آماده شدن برای فرود روی ماه در طول برنامه آپولو بود.

## طراحی و اجرا
یک ماشین ویژه برای کمک به فضانوردان برای آماده شدن برای سفر به ماه مورد نیاز بود. مهندسی به نام ویلیام هویت فیلیپس در ناسا این ایده را مطرح کرد. این ماشین بخشی از یک مرکز بزرگتر به نام تأسیسات تحقیقاتی فرود ماه بو که در سال ۱۹۶۵ به پایان رسید.
دستگاه از بوم، کابل‌های فولادی، گاری کوچک و کف چوبی ساخته شده بود. این یک پیاده‌روی شیب‌دار بود که با زاویه ۹٫۵ درجه کج می‌شد. آزمودنی‌ها به کابل‌هایی متصل بودند که به قسمت‌های مختلف بدنشان وصل می‌شدند، به نوعی شبیه عروسک‌هایی روی یک ریسمان بودند. آنها در همان زاویه ای قرار گرفتند که مسیر پیاده روی بود، بنابراین آنها می‌توانستند در امتداد آن راه بروند در حالی که تنها یک ششم گرانش زمین را احساس می‌کردند. این شبیه گرانش روی ماه است.
این دستگاه از کابل‌های متعدد متصل به مسیر متحرک بالای مسیر پیاده رو استفاده می‌کرد. این اجازه می‌داد راه بروند، بدوند، بپرند و فعالیت‌های دیگری را در طول مسیر پیاده‌روی انجام دهند. با این حال، آنها نمی‌توانستند به طرفین حرکت کنند یا به دور خود بچرخند.
به گفته فرانسیس بی اسمیت، زمانی که فضانوردان در دستگاه معلق شدند، حدود یک ششم گرانش طبیعی زمین را احساس کردند. به عنوان مثال، اگر یک فضانورد ۱۸۰ پوند وزن داشته باشد، احساس می‌کند که تنها ۳۰ پوند نیرو اعمال می‌کند - شبیه به ایستادن روی سطح ماه.
دانشمندان از این دستگاه برای بررسی نحوه حرکت افراد در گرانش کاهش یافته استفاده کردند. آنها به نحوه راه رفتن، پریدن و دویدن مردم و همچنین میزان انرژی مصرف شده آنها همچنین چگونگی خستگی افراد و واکنش بدن آنها به کاهش جاذبه را مطالعه کردند.
برخی از فضانوردان در طول برخی آزمایش‌ها، لباس‌های مخصوص به تن می‌کردند تا بیشتر شبیه راه رفتن روی ماه باشد. هر سه فضانورد آپولو ۱ با این دستگاه آموزش دیدند و در مجموع ۲۴ فضانورد از آن برای آماده شدن برای سفر خود به ماه استفاده کردند. حتی برخی از روزنامه نگاران باید آن را امتحان کنند! در سال ۱۹۶۸، والتر کرانکایت از CBS News آن را امتحان کرد و یک پیاده روی خنده دار در تلویزیون انجام داد.